# Bruce Hutchison
William Bruce Hutchison, OC (* 5. Juni 1901 in Prescott, Ontario, Kanada; † 14. September 1992 in Victoria, British Columbia) war ein kanadischer Schriftsteller und Journalist.

## Leben
Bruce Hutchison wurde 1901 in Prescott, Ontario, geboren. Seine Schulausbildung absolvierte er an öffentlichen Schulen in Victoria, British Columbia. Er heiratete Dorothy Kidd McDiarmid 1925, ungefähr zur selben Zeit, als er seine journalistische Karriere als Politik-Reporter in Ottawa begann. Hutchison war stellvertretender Herausgeber der Winnipeg Free Press von 1944 bis 1950. Außerdem war er Herausgeber der Victoria Daily Times von 1950 bis 1963, für die er bereits während seiner High-School-Zeit als freier Mitarbeiter um 1918 gearbeitet hatte. 1963 wurde Bruce Hutchison zum herausgebenden Chefredakteur der The Vancouver Sun, für die er bis zu seinem Tode 1992 im Alter von 91 Jahren Artikel verfasste.
Hutchinson unternahm ausgedehnte Reisen durch Kanada während seiner Karriere und war dementsprechend auch bei der Imperial Conference von 1937 zugegen. Allgemein anerkannt als einer der führenden Experten für Kanadas Innenpolitik war er sowohl in Ottawa als auch in Washington, D.C. bekannt. Häufig schrieb er über den Gegenstand aktueller Affairen oder die Tagespolitik, darüber hinaus verfasste er Kurzgeschichten für The Saturday Evening Post, Collier’s Weekly, Cosmopolitan, American Magazine und Liberty.
Bruce Hutchison erstes Buch, The Unknown Country, wurde 1942 veröffentlicht. Unterstützt von einem US-amerikanischen Verlag mit der Intention den neuen Kriegsverbündeten der Vereinigten Staaten dem amerikanischen Publikum besser vertraut zu machen, wurde das Werk auch in Kanada publiziert, sodass es auf beiden Seiten der nordamerikanischen Grenzen gute Besprechungen erfuhr. Folglich gewann es 1942 den Governor General's award for creative nonfiction.
1961 war Hutchison der erste Gewinner des Award from Distinguished Journalism in the Commonwealth, der von der Royal Society of Arts vergeben wurde. 1967 ernannte man ihn zum Officer of the Order of Canada. 1978 wurde er zum Mitglied der American Philosophical Society gewählt.
Die Jack Webster Foundation kreierte ihm zu Ehren den Bruce Hutchison Lifetime Achievement Award, um lebenslanges Engagement im journalistischen Bereich für British Columbia zu würdigen.

## Werk
- The Unknown Country: Canada and her People. 1942
- The Hollow Men. 1944
- The Fraser. 1950
- The Incredible Canadian: A candid portrait of Mackenzie King, his works, his times, and his nation. 1952
- Canada's Lonely Neighbour. 1954
- The Struggle for the Border. 1955
- Canada: Tomorrow's Giant. 1957
- Mr. Prime Minister 1867–1964. 1964
- Macdonald to Pearson: The prime ministers of Canada- 1967
- Western Windows- 1967
- Canada: A year of the land. 1967
- The Far Side of the Street.  1976
- Uncle Percy's Wonderful Town. 1981
- The Unfinished Country. 1986
- A Life in the Country. 1988

## Auszeichnungen und Nominierungen
- Bowater Prize.
- Governor General's Literary Award. 1942. Für The Unknown Country
- Governor General's Literary Award. 1952. Für The Incredible Canadian
- Governor General's Literary Award. 1957. Für Canada: Tomorrow's Giant
- Maclean’s Honour Roll. 1989
- National Newspaper Award. Canadian Newspaper Association. Editorial Writing. 1952
- National Newspaper Award. Canadian Newspaper Association. Editorial Writing. 1957
- National Newspaper Award. Canadian Newspaper Association. Staff Corresponding. 1959
- Royal Society of Arts Award for Distinguished Journalism in the Commonwealth. 1961
- Officer of the Order of Canada. 1967
- Hubert Evans Non-Fiction Prize, 1986, für The Unfinished Country.
- Shortlist: Bill Duthie Booksellers’ Choice Award, 1989, für A Life In The Country
- City of Victoria Prize. 1990. Details unknown, as reported in The Oxford Companion to Canadian Literature
- Bruce Hutchison Lifetime Achievement Award. The Jack Webster Foundation. 1991.